# Ophioplinthaca
Ophioplinthaca is een geslacht van slangsterren uit de familie Ophiacanthidae.

## Soorten
- Ophioplinthaca abyssalis Cherbonnier & Sibuet, 1972
- Ophioplinthaca amezianeae O'Hara & Stöhr, 2006
- Ophioplinthaca athena A.H. Clark, 1949
- Ophioplinthaca bythiaspis (H.L. Clark, 1911)
- Ophioplinthaca carduus (Lyman, 1878)
- Ophioplinthaca chelys (C.W. Thomson, 1878)
- Ophioplinthaca citata Koehler, 1904
- Ophioplinthaca clothilde A.H. Clark, 1949
- Ophioplinthaca codonomorpha (Clark, 1911)
- Ophioplinthaca crassa H.L. Clark, 1939
- Ophioplinthaca defensor Koehler, 1930
- Ophioplinthaca dipsacos (Lyman, 1878)
- Ophioplinthaca fuerstenbergii (J. Müller, 1847) †
- Ophioplinthaca globata Koehler, 1922
- Ophioplinthaca grenadensis John & A.M. Clark, 1954
- Ophioplinthaca hastata Koehler, 1922
- Ophioplinthaca incisa (Lyman, 1883)
- Ophioplinthaca laudator Koehler, 1930
- Ophioplinthaca lithosora (H.L. Clark, 1911)
- Ophioplinthaca manillae Guille, 1981
- Ophioplinthaca miranda Koehler, 1904
- Ophioplinthaca monitor Koehler, 1930
- Ophioplinthaca papillosa H.L. Clark, 1939
- Ophioplinthaca plicata (Lyman, 1878)
- Ophioplinthaca pulchra Koehler, 1904
- Ophioplinthaca rudis (Koehler, 1897)
- Ophioplinthaca sarsii (Lyman, 1878)
- Ophioplinthaca semele (A.H. Clark, 1949)
- Ophioplinthaca sexradia Mortensen, 1933
- Ophioplinthaca spinissima H.L. Clark, 1900
- Ophioplinthaca tylota H.L. Clark, 1939
- Ophioplinthaca weberi (Koehler, 1904)